# Indonesische honingeter
De Indonesische honingeter (Lichmera indistincta limbata) is een zangvogel uit de familie Meliphagidae (honingeters). De vogel staat sinds 2022 als ondersoort van de parkhoningeter op de IOC World Bird List.

## Verspreiding en leefgebied
Deze soort komt voor op de Kleine Soenda-eilanden van Bali tot Timor.